# Клейн, Роберт Александрович

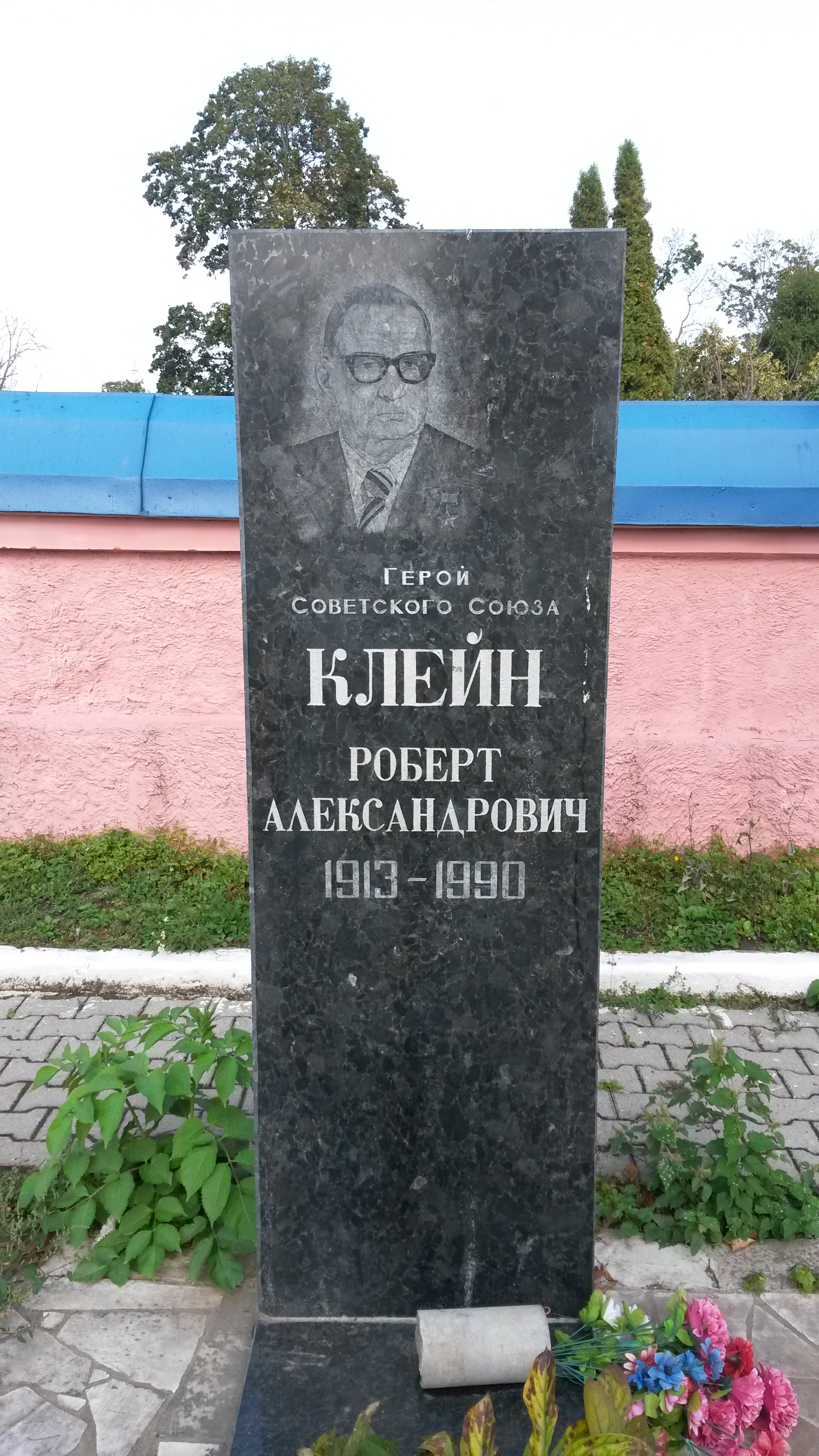
Могила Роберта Клейна. Памятник культурного наследия России

Роберт Александрович Клейн (9 марта 1913, Кривцовка, Саратовская губерния — 30 января 1990, Орёл) — советский военнослужащий, Герой Советского Союза (1944), капитан.

## Биография
Роберт Александрович Клейн родился 9 марта 1913 года в селе Кривцовка (ныне — территория Камышинского района Волгоградской области). Национальность — немец. В 1931 году окончил автомеханический техникум в городе Марксе.
С 1932 года — в РККА. В течение двух лет служил на Дальнем Востоке.
В 1937 году окончил Ульяновскую бронетанковую школу имени В. И. Ленина.
Осенью 1938 года арестован НКВД. Несколько месяцев находился под стражей по подозрению в участии в «антисоветском заговоре» В. К. Блюхера.
С 1941 года на фронтах Великой Отечественной войны. Командир танковой роты на Юго-Западном фронте, старший лейтенант.
12 сентября 1941 года в районе города Остёр был тяжело ранен и в бессознательном состоянии остался на поле боя.
Укрылся у местных жителей и после излечения, работал начальником автогаража Переяславского гебитскомиссариата, где создал подпольную группу.
С июня 1943 года находился на Украине в расположении партизанского соединения им. В. И. Чапаева, которое возглавлял И. К. Приймак. Принимал активное участие в боевых операциях партизанского соединения на территории Мироновского и Богуславского районов Киевской области.
Указом Президиума Верховного Совета СССР «О присвоении звания Героя Советского Союза украинским партизанам» от 4 января 1944 года за «образцовое выполнение боевых заданий командования в борьбе против немецко-фашистских захватчиков в тылу противника, и проявленные при этом отвагу и геройство и за особые заслуги в развитии партизанского движения на Украине» удостоен звания Героя Советского Союза с вручением ордена Ленина и медали «Золотая Звезда».
В 1944 году был начальником разведки и помощником начальника штаба 1-й Украинской партизанской дивизии, действовавшей на территории Украины и Польши.
В районе Варшавы был вторично тяжело ранен.
С 1946 года в отставке (по инвалидности).
С 1946 года жил и работал в Орле. Похоронен на Троицком кладбище в Орле. Его могила является памятником истории культурного наследия России регионального значения.

## Награды
- Орден Ленина (1944).
- Орден Богдана Хмельницкого 3 степени (1944).
- Орден Отечественной Войны 1 степени (1985)[5].
- Орден Трудового Красного Знамени.
- Медаль «Партизану Отечественной войны» 1-й степени.
- Медаль «За оборону Киева».
- Золотой крест ордена «Виртути Милитари» (ПНР).